# Dichocrocis tigridalis
Bocchoris tigridalis là một loài bướm đêm trong họ Crambidae.